# Wargowłosowate
Wargowłosowate (Trichodontidae) - rodzina drapieżnych ryb okoniokształtnych.

## Występowanie
Północny Ocean Spokojny, na głębokościach od 200–400 m p.p.m.

## Cechy charakterystyczne
Ciało głębokie, brązowe, dołem srebrzyste,  silnie bocznie spłaszczone, bez łusek. Duży otwór gębowy w położeniu górnym. Dwie wyraźnie oddzielone płetwy grzbietowe (D1 VIII-XVI, D2 0-I,12-20), duże płetwy piersiowe i ogonowa. Dobrze uwidoczniona linia boczna. Osiągają do 30 cm długości. Aktywne głównie w nocy, dzień spędzają częściowo zasypane piaskiem lub mułem. Żywią się małymi bezkręgowcami.

## Klasyfikacja
Rodzaje zaliczane do tej rodziny:
Arctoscopus  - Trichodon